# 1689

## Esdeveniments
Països Catalans
- Finalitza la construcció de l'església de Santa Caterina a Xarafull (País Valencià).

Resta del món
- 27 d'agost: Tractat de Nértxinsk entre Xina i l'Imperi Rus.1
- Alexandre VII elegit papa
- Batalla de Dunkeld
- Tropes franceses entren a Girona

## Naixements
- 18 de gener, La Brèda, regne de França: Montesquieu, filòsof francès.
- 26 de maig, Thoresby, Nottingham: Mary Wortley Montagu, escriptora britànica.[1]
- 14 de juliol, Gaillac, França: Antoine Gaubil, missioner jesuïta, matemàtic i astrònom.[2]

## Necrològiques
- 16 d'abril, Londres, Anglaterra: Aphra Behn, dramaturga, escriptora, traductora (n. 1640).[3]
- 19 d'abril, Roma: Cristina de Suècia, reina de Suècia i una de les dones més erudites i educades de la seva època (n. 1626).[4]
- Alexander Coosemans, pintor barroc flamenc, especialitzat en natures mortes.
- Khushal Khan Khattak, poeta i dirigent paixtu.